# Бангпаконг – Вангной
Бангпаконг – Вангной — трубопровідна система у Таїланді на схід від столиці країни Бангкоку, яка живить газовий хаб Вангной.
У середині 1990-х до Бангпаконгу подали додатковий ресурс природного газу походженням з офшорних родовищ Сіамської затоки (Другий трубопровід). Одним з напрямків подальшого використання цього ресурсу стало живлення потужної теплової електростанції Вангной, для чого в 1996-му ввели у дію газопровід завдовжки 101 км з діаметром 900 мм. При цьому невдовзі – у 2000-му – до тієї ж станції вивели із заходу газопровід Ратчабурі – Вангной, який транспортував ресурс м’янмарського походження.
У другій половині 2000-х до Бангпаконгу вивели Третій трубопровід, а Вангной почав перетворюватись на газовий хаб, звідки блакитне паливо тепер також могло спрямовуватись на північний схід по газопроводу Вангной – Каенгкой.
У 2015-м виникли умови для надходження ресурсу до Вангной зі ще одного напрямку – через реверсований трубопровід Вангной – Каенг-Кой, при цьому того ж року стали до ладу газопровід Вангной – Накхонсаван і потужна ТЕС Утай, яка сполучена перемичкою напряму з Вангной. Крім того, в якийсь момент відбулось реверсування газопроводу Ратчабурі – Вангной, який тепер перекачував блакитне паливо на захід.
Таким чином, станом на кінець 2010-х Бангпаконг – Вангной був одним з двох шляхів подачі ресурсу до газового хабу Вангной, тоді як видача могла відбуватись через Вангной – Накхонсаван, Вангной – Ратчабурі та до двох потужних теплових електростанцій.
Нарешті, в 2021-му ввели в дію П’ятий трубопровід, для якого запроектували перемички як з Бангпаконг, так і з Вангной. 
Серед інших сполучень трубопроводу Бангпаконг – Вангной можливо згадати перемичку із газопроводом Бангпаконг – КаенгкКой (став до ладу ще в 1981-му) та живлення ТЕС Бангбо (запущена у 2003). 